# George Temple
George Frederick James Temple (Londres, 2 de dezembro de 1901 — Ilha de Wight, 30 de janeiro de 1992) foi um matemático, físico e monge britânico.

## Obras
- An introduction to quantum theory, 1931.
- The general principles of quantum theory, 1934.
- Rayleigh's Principle and its application to Engineering, Londres, 1933.
- An introduction to fluid mechanics, 1958.
- The structure of the Lebesgue integration theory Oxford, Clarendon Press, 1971.
- 100 years of Mathematics – a personal view, Londres, Duckworth, Springer-Verlag, 1981, ISBN 0715611305.